# Justus Perthes

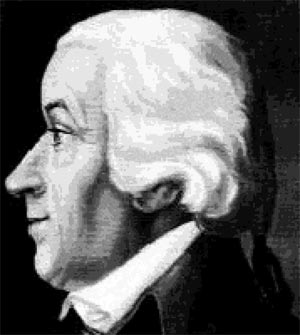
Johann Georg Justus Perthes

Johann Georg Justus Perthes (* 11. September 1749 in Rudolstadt; † 1. Mai 1816 in Gotha) war ein deutscher Buchhändler und Verleger.

## Leben
Justus Perthes war der Sohn des Rudolstädter Hofarztes Johann Justus Perthes. Nach seiner Ausbildung zum Kaufmann erhielt er eine Anstellung in der Buchhandlung von Carl Wilhelm Ettinger in Gotha. Zusammen mit diesem und seinem späteren Schwager Friedrich Duerfeldt gründete er 1778 eine Firma, um die Ettinger’sche Buchhandlung in eigener Regie fortzuführen.
Im September 1785 gründete er Justus Perthes’ Verlagsbuchhandlung, die fortan den 1763 erstmals erschienenen und bei Ettinger verlegten Gothaischen Genealogischen Hofkalender und seine französische Ausgabe, den Almanach de Gotha, herstellte und vertrieb. Dank Perthes wandelte sich das bald europaweit als „Der Gotha“ bekannte Nachschlagewerk von einem Kalender der Aufklärung zu einem Adelslexikon mit diplomatisch-statistischem Staatshandbuch.
1815 plante Perthes mit den Kartographen Adolf Stieler und Christian Gottlieb Reichard die Herausgabe eines Atlas, der sich durch „Bequemes Format, möglichste Genauigkeit, Deutlichkeit und Vollständigkeit, dabey doch zweckmäßige Auswahl, Gleichförmigkeit der Projektion und des Maßstabes, schönes Papier, guter Druck, sorgfältige Illumination, wohlfeiler Preis“ auszeichnen und das Programm des Verlages erweitern sollte.
In Perthes Todesjahr 1816 erschien die erste Auflage von Stieler’s Hand-Atlas, welche das weltweite Renommee von Justus Perthes’ Geographischer (Verlags)Anstalt Gotha – die erst nach Perthes’ Tod entstand – begründete.

## Familie
Perthes heiratete 1784 Sabine Ernestine Dürfeldt (1765–1817), die Schwester seines Geschäftspartners und Kupferstechers Friedrich Dürfeldt. Mit ihr hatte er 15 Kinder, darunter Wilhelm Perthes, der ab 1816 den Verlag weiterführte.
Der Verleger Friedrich Christoph Perthes war der Neffe von Justus Perthes, der fürstliche Steuersekretär Christoph Friedrich Perthes sein Bruder.

## Sonstiges

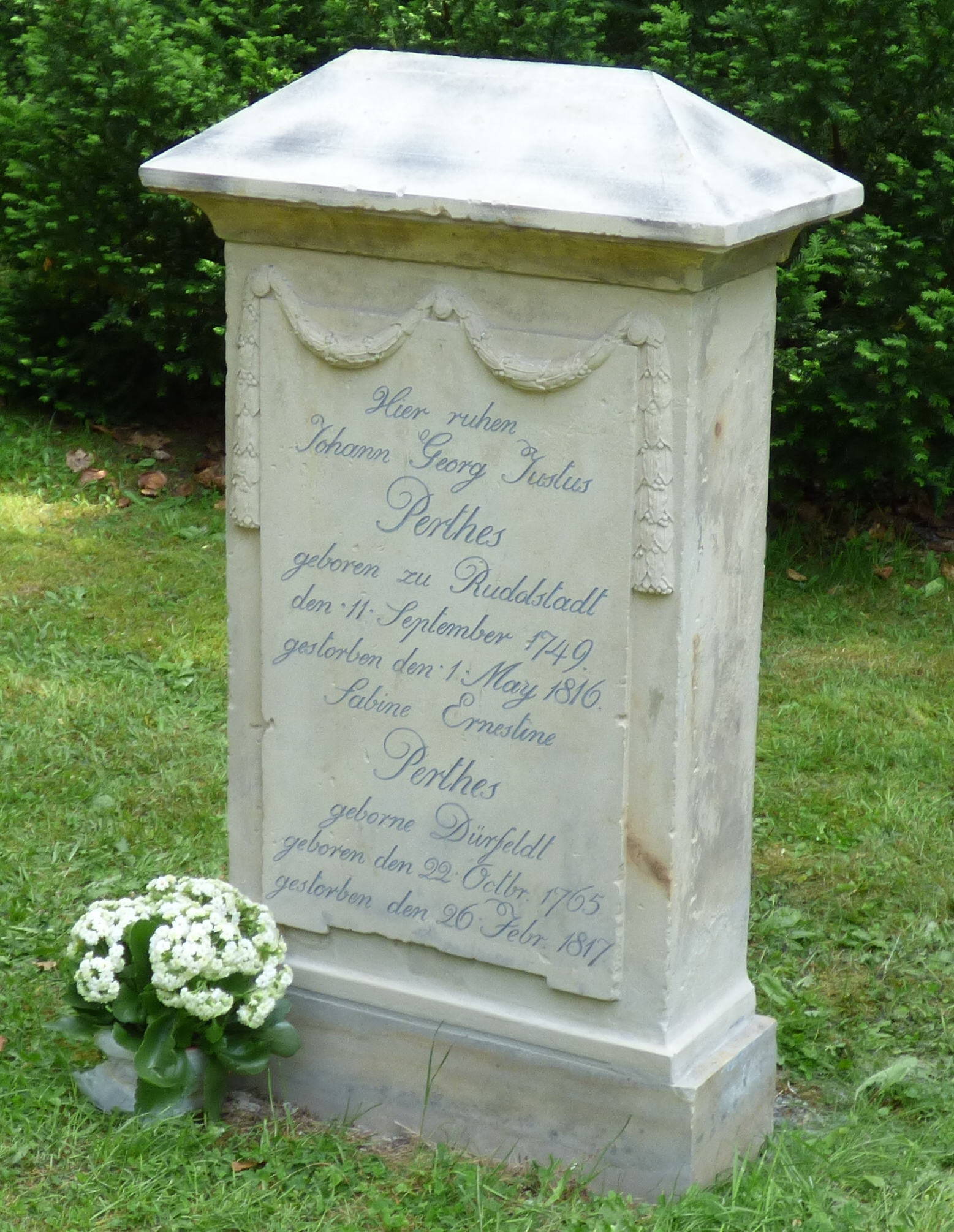
Grabstein Johann Georg Justus Perthes (1749–1816) und Sabine Ernestine Perthes, geb. Dürfeldt (1765–1817), restauriert im Jahr 2014

Justus Perthes fand seine letzte Ruhestätte auf dem Gothaer Friedhof I (auch Alter Gottesacker genannt) zwischen Werderstraße (heute Bohnstedtstraße) und Eisenacher Straße. Nach der 1904 erfolgten Beräumung des Friedhofs für den Bau von Stadtbad und Arnoldischule fand Perthes’ Grabstein vorübergehend einen neuen Standort auf dem oberhalb der Eisenacher Straße gelegenen Friedhof II. Nach dessen Aufhebung 1968/69 wurde der Grabstein auf den Hauptfriedhof gebracht, wo er heute im Ehrenhain neben den Steinen anderer bedeutender Gothaer Persönlichkeiten steht. Der Grabstein wurde 2014 mittels einer Spende von Stephan Justus Perthes (Nachkomme in 7. Generation) restauriert. Die ursprüngliche Grabstelle von Johann Georg Justus Perthes befindet sich auf dem heutigen Schulhof der Arnoldischule, direkt am Fuß der großen Eingangstreppe.
Die historischen Gebäude des 1785 gegründeten Verlages Justus Perthes in der Justus-Perthes-Straße 3–9 (bezogen ab Mitte des 19. Jh., laufend baulich erweitert; bis etwa 1935 „Friedrichsallee“) wurden in den Jahren 2012 bis 2014 zum Perthes-Forum umgebaut. Die Baumaßnahmen mit einem Volumen von rund 11.000 m² (ca. 18 Mio. € aus Mitteln der EU, des Bundes, des Freistaats Thüringen und der Stadt Gotha) wurden im November 2014 fertiggestellt. Das Perthes-Forum beherbergt seit Ende 2015 umfangreiche Depotbestände der Forschungsbibliothek Gotha mit dem Schwerpunkt der Sammlung Perthes Gotha, dazu früher im Schloss Friedenstein untergebrachte Depoträume und Werkstätten der Restauratoren, die Bibliothek und das Archiv, ergänzt um einen Lesesaal, sowie das Thüringische Staatsarchiv Gotha.
In dem 2011 erschienenen Roman Dinner for One auf Goth’sch wird behauptet, dass Justus Perthes das Vorbild für die Figur des Sir Toby im berühmten Sketch Dinner for One gewesen sei. In dem seit 2009 alljährlich am Silvestervorabend in Gotha aufgeführten Theaterstück Dar neunzschsde Gebordsdaach oder Dinner auf Goth’sch zitiert der Darsteller des Dieners den verstorbenen Perthes mit deutlich dem Verlagsgeschäft entlehnten, absurden Trinksprüchen (z. B. „Prost, Euer hochfürstlicher Atlas!“, „Sophie, meine zerknüllte Landkarte!“).

## Werke
- Gothaischer Genealogischer Hofkalender. Verlag Justus Perthes, Gotha 1913 (siehe Genealogisches Handbuch des Adels).